# Mecynogea chavona
Mecynogea chavona är en spindelart som beskrevs av Levi 1997. Mecynogea chavona ingår i släktet Mecynogea och familjen hjulspindlar.
Artens utbredningsområde är Colombia. Inga underarter finns listade i Catalogue of Life.